# Ricardo Roberty
Ricardo Antonio Roberty Moreno (12 de diciembre de 1982) es un luchador venezolano de lucha libre. Participó en los Juegos Olímpicos de Londres 2012 en la categoría de 74 kg, consiguiendo un 11.º puesto.
Compitió en cinco Mundiales, logró la 5.ª posición en 2011. Consiguió una medalla de bronce en los Juegos Panamericanos de 2011 y se clasificó en la 5.ª posición en 2007. Logró dos medallas de los Juegos Centroamericanos y del Caribe, de oro en 2010. Conquistó dos medallas de oro de los Juegos Suramericanos, en 2006 y 2010. Obtuvo cuatro medallas en los Juegos Bolivarianos, de oro 2005, 2009 y 2013. Siete veces subió al podio de los Campeonatos Panamericanos, consiguiendo una plata en 2007 y 2010.
Su hermano César Roberty, su primo José Daniel Díaz y esposa Marcia Andrades también compiten en torneos de lucha.